# Lijst van personen overleden in mei 2014
Dit is een lijst van bekende personen die overleden zijn in mei 2014.

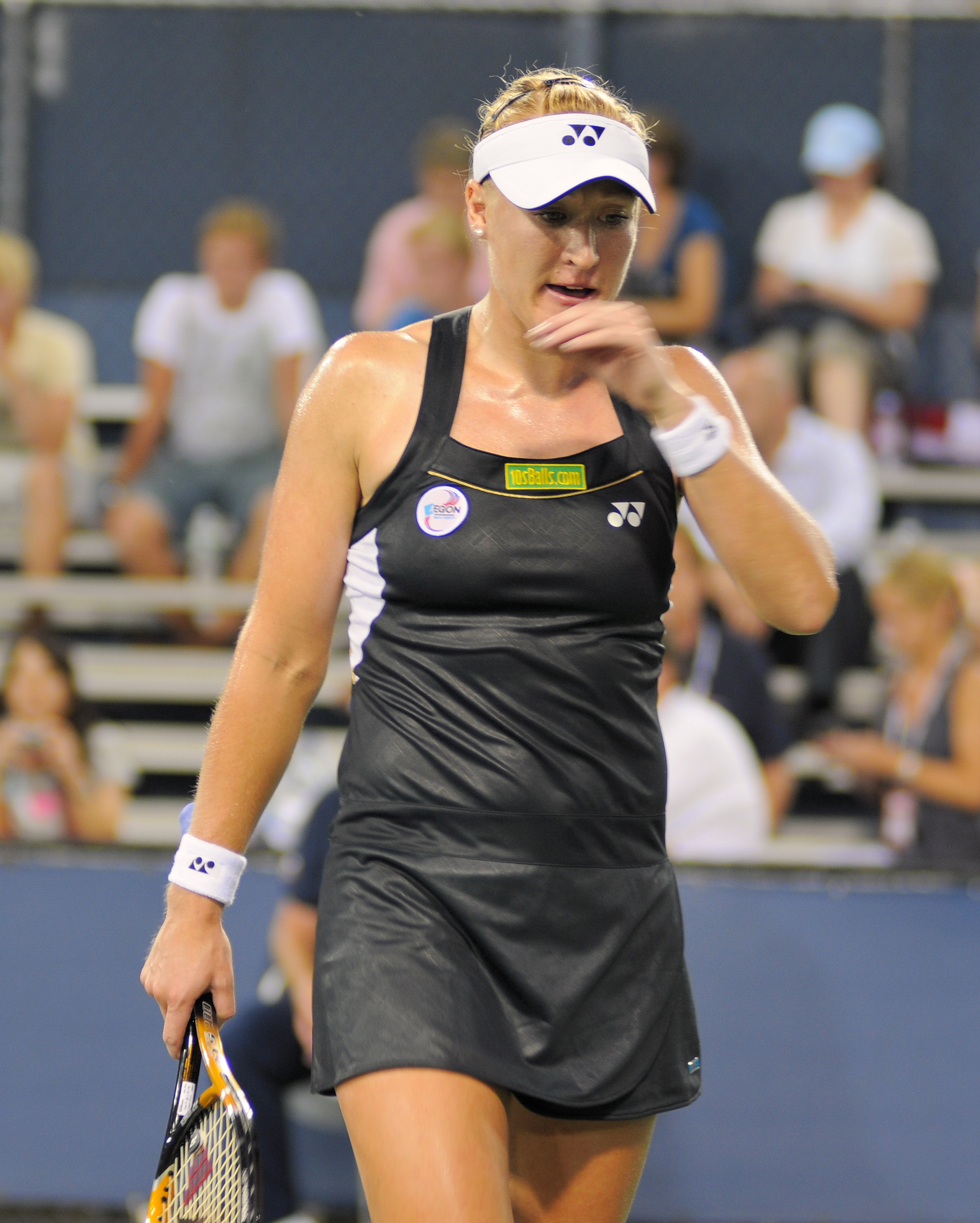
Elena Baltacha
4 mei

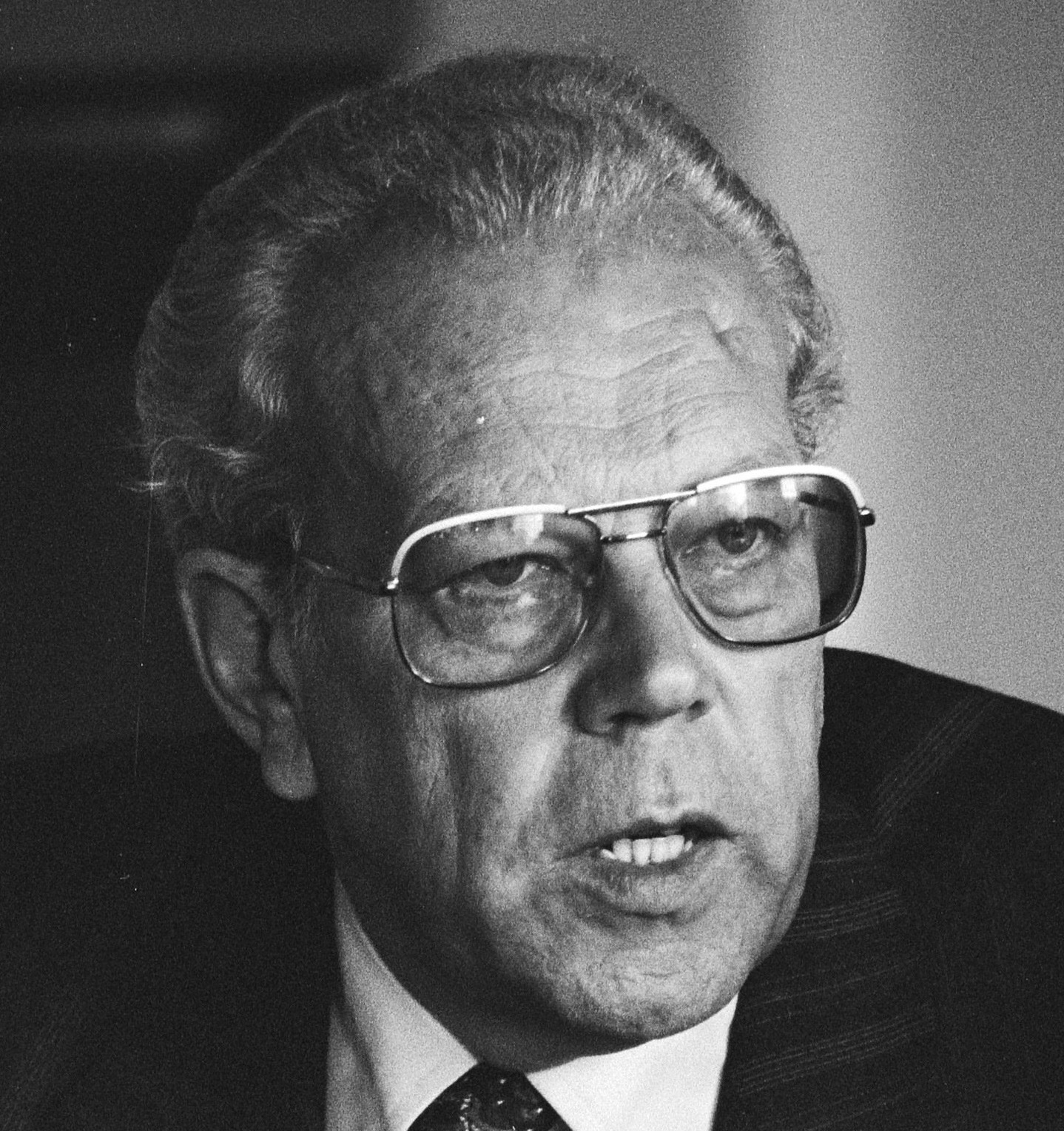
Wil Albeda
6 mei

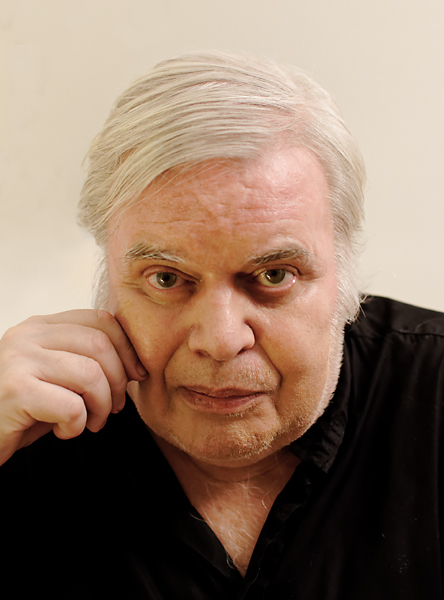
Hansruedi Giger
12 mei

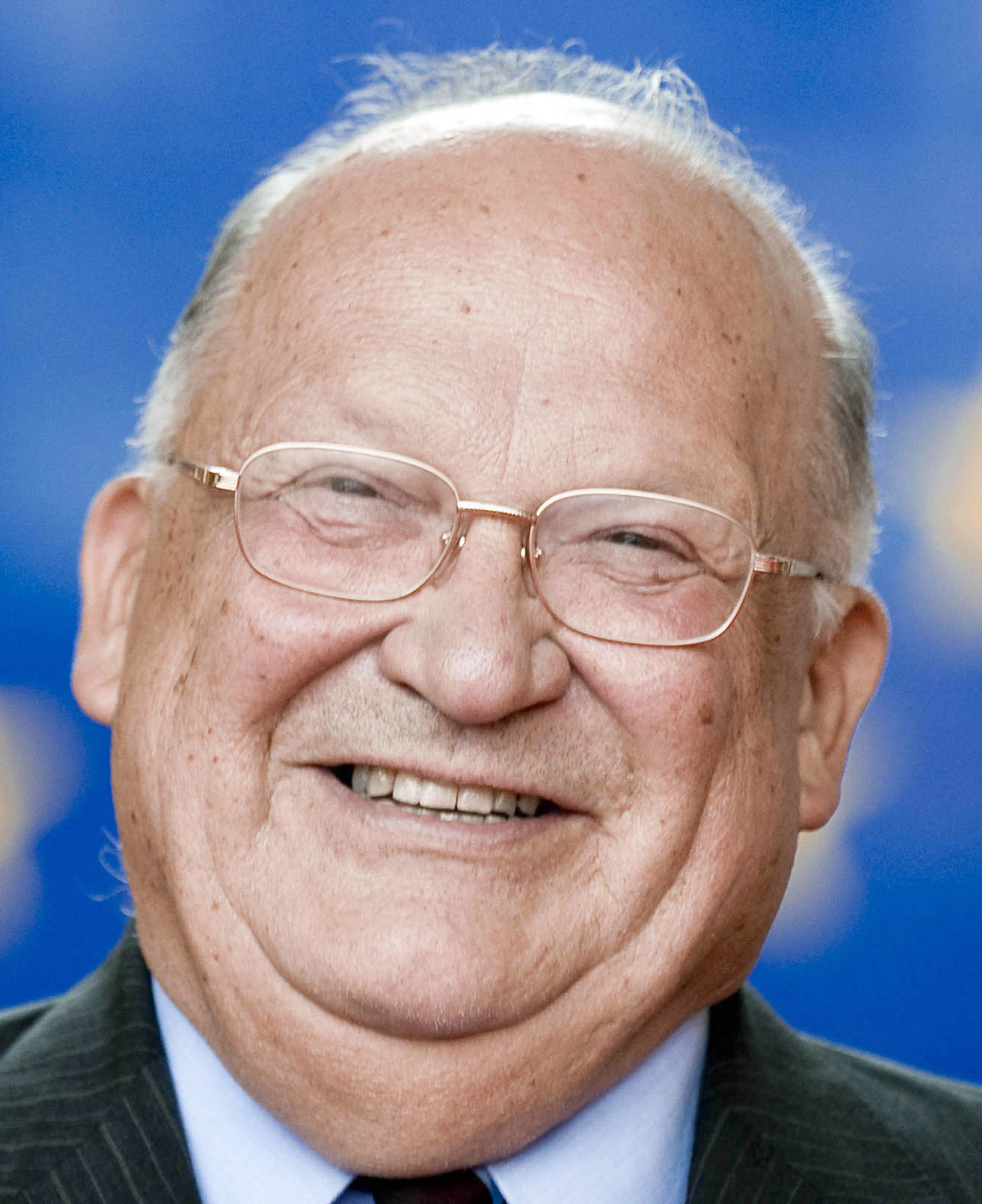
Jean-Luc Dehaene
15 mei

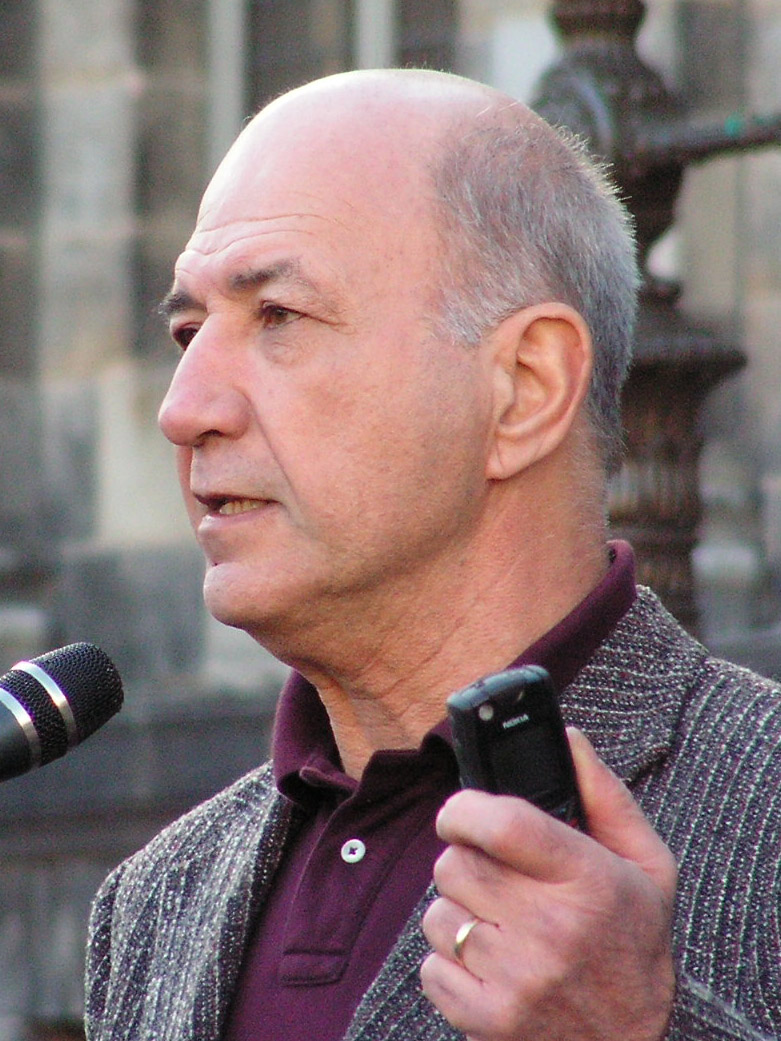
Wubbo Ockels
18 mei

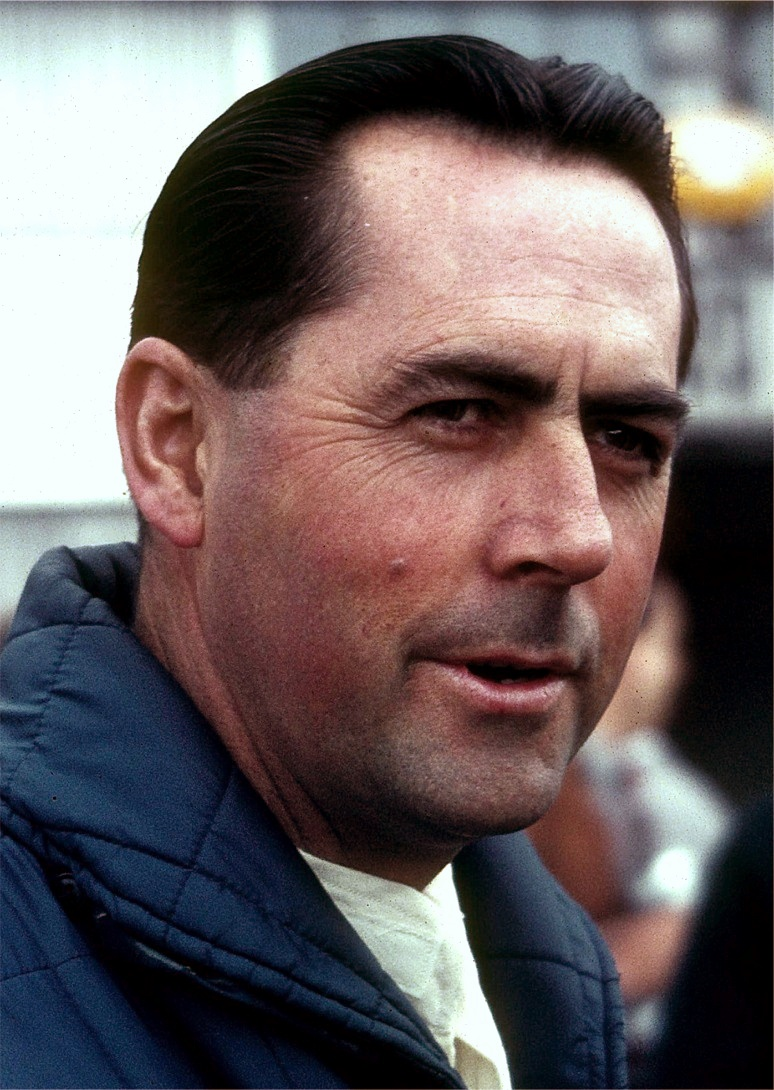
Jack Brabham
19 mei

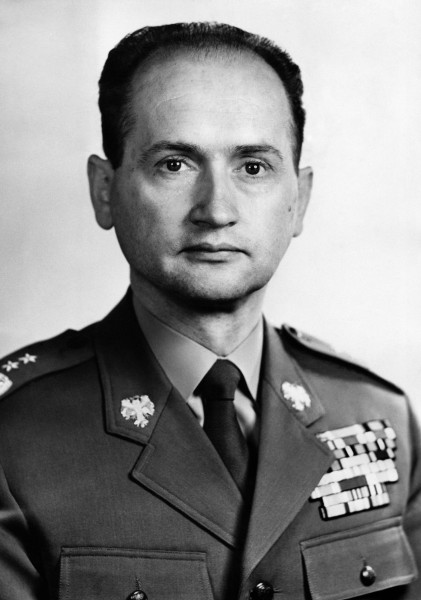
Wojciech Jaruzelski
25 mei

| 1 | 2 | 3 | 4 | 5 | 6 | 7 | 8 | 9 | 10 | 11 | 12 | 13 | 14 | 15 | 16 | 17 | 18 | 19 | 20 | 21 | 22 | 23 | 24 | 25 | 26 | 27 | 28 | 29 | 30 | 31 |
| - | - | - | - | - | - | - | - | - | -- | -- | -- | -- | -- | -- | -- | -- | -- | -- | -- | -- | -- | -- | -- | -- | -- | -- | -- | -- | -- | -- |

### 1 mei
- Dirk Bisschop (59), Belgisch burgemeester[1]

### 2 mei
- Pom (94), Belgisch striptekenaar[2]

### 3 mei
- Gary Becker (83), Amerikaans econoom en Nobelprijswinnaar[3]

### 4 mei
- Elena Baltacha (30), Oekraïens-Brits tennisster[4]
- Jan Leijten (88), Nederlands rechtsgeleerde[5]
- Al Pease (92), Canadees autocoureur[6]
- Tony Settember (87), Amerikaans autocoureur[7]

### 6 mei
- Wil Albeda (88), Nederlands politicus en econoom[8]
- Farley Mowat (92), Canadees schrijver en milieuactivist[9]

### 8 mei
- Alfons Danckaerts (88), Belgisch atleet
- Yago Lamela (36), Spaans atleet[10]
- Koos Zwart (66), Nederlands cannabisactivist[11]

### 9 mei
- Bob Duynstee (93), Nederlands politicus en econoom[12]
- Mel Patton (89), Amerikaans atleet[13]
- Mary Stewart (97), Engels schrijfster[14]

### 10 mei
- Carmen Argibay (74), Argentijns rechter[15]
- Francisco Sobrino (82), Spaans-Argentijns beeldhouwer[16]

### 11 mei
- Martin Špegelj (86), Kroatisch politicus en militair[17]

### 12 mei
- Marco Cé (87), Italiaans kardinaal[18]
- Hansruedi Giger (74), Zwitsers grafisch artiest[19]
- Ineke Lambers-Hacquebard (68), Nederlands politica[20]

### 13 mei
- David Armstrong (87), Australisch filosoof en hoogleraar[21]
- Malik Bendjelloul (36), Zweeds filmregisseur[22]
- Anthony Villanueva (69), Filipijns bokser[23]

### 15 mei
- Jean-Luc Dehaene (73), Belgisch premier[24]

### 16 mei
- Vito Favero (81), Italiaans wielrenner[25]
- Allan Folsom (72), Amerikaans schrijver[26]

### 17 mei
- Gerald Edelman (84), Amerikaans bioloog[27]

### 18 mei
- Wubbo Ockels (68), Nederlands natuurkundige en astronaut[28]
- Gordon Willis (82), Amerikaans cameraman en Oscarwinnaar[29]

### 19 mei
- Jack Brabham (88), Australisch autocoureur[30]
- Wilfried Dumon (84), Belgisch kanunnik[31]
- Gabriel Kolko (81), Amerikaans historicus[32]
- Gig Stephens (87), Amerikaans autocoureur[33]

### 22 mei
- Matthew Cowles (69), Amerikaans acteur[34]
- Gwenette Martha (40), Nederlands crimineel[35]
- Bé Ruys (96), Nederlands predikante[36]

### 25 mei
- Wojciech Jaruzelski (90), Pools generaal en president[37]
- Herb Jeffries (100),  Amerikaans zanger en acteur[38]
- Washington César Santos (54), Braziliaans voetballer[39]

### 26 mei
- Manuel Uribe (48), Mexicaans zwaarste mens van de wereld[40]

### 27 mei
- Henk Bemboom (93), Nederlands ondernemer[41]
- Robert Steinberg (92), Canadees wiskundige[42]

### 28 mei
- Maya Angelou (86), Amerikaans schrijfster en dichteres[43]
- Malcolm Glazer (86), Amerikaans zakenman en voetbalclubeigenaar[44]

### 29 mei
- Karlheinz Böhm (86), Oostenrijks acteur[45]

### 30 mei
- Wim du Chatinier (76), Nederlands burgemeester[46]

### 31 mei
- Aaïcha Bergamin (82), Nederlandse transgenderpionier[47]
- Marinho Chagas (62), Braziliaans voetballer[48]
- Theo Elfrink (91), Nederlands kunstschilder en graficus[49]
- Mary Soames (91), Brits aristocraat[50]

1900 ·
1901 ·
1902 ·
1903 ·
1904 ·
1905 ·
1906 ·
1907 ·
1908 ·
1909 ·
1910 ·
1911 ·
1912 ·
1913 ·
1914 ·
1915 ·
1916 ·
1917 ·
1918 ·
1919 ·
1920 ·
1921 ·
1922 ·
1923 ·
1924 ·
1925 ·
1926 ·
1927 ·
1928 ·
1929 ·
1930 ·
1931 ·
1932 ·
1933 ·
1934 ·
1935 ·
1936 ·
1937 ·
1938 ·
1939 ·
1940 ·
1941 ·
1942 ·
1943 ·
1944 ·
1945 ·
1946 ·
1947 ·
1948 ·
1949 ·
1950 ·
1951 ·
1952 ·
1953 ·
1954 ·
1955 ·
1956 ·
1957 ·
1958 ·
1959 ·
1960 ·
1961 ·
1962 ·
1963 ·
1964 ·
1965 ·
1966 ·
1967 ·
1968 ·
1969 ·
1970 ·
1971 ·
1972 ·
1973 ·
1974 ·
1975 ·
1976 ·
1977 ·
1978 ·
1979 ·
1980 ·
1981 ·
1982 ·
1983 ·
1984 ·
1985 ·
1986 ·
1987 ·
1988 ·
1989 ·
1990 ·
1991 ·
1992 ·
1993 ·
1994 ·
1995 ·
1996 ·
1997 ·
1998 ·
1999 ·
2000 ·
2001 ·
2002 ·
2003 ·
2004 ·
2005 ·
2006 ·
2007 ·
2008 ·
2009 ·
2010 ·
2011 ·
2012 ·
2013 ·
2014 ·
2015 ·
2016 ·
2017 ·
2018 ·
2019 ·
2020 ·
2021 ·
2022 ·
2023 ·
2024 ·
2025